# سیمون سجدین
سیمون سجدین (انگلیسی: Simon Sjödin؛ زادهٔ ۴ اکتبر ۱۹۸۶) ورزشکار ورزش شنا اهل سوئد است.
وی در مسابقات کشوری و بین‌المللی در مجموع برندهٔ ۱ مدال نقره و ۲ مدال برنز شده‌است.